# Harnischia viridula
Harnischia viridula är en tvåvingeart som först beskrevs av Carl von Linné 1767.  Harnischia viridula ingår i släktet Harnischia, och familjen fjädermyggor. Arten är reproducerande i Sverige.